# Pierre Vander Linden
Pierre Vander Linden (Hoeilaart, 13 februari 1766 - Leuven, 15 april 1842) was lid van het Belgisch Nationaal Congres en priester.

## Levensloop
Voor 1830 was Vander Linden vicedeken van Leuven.
Hij werd verkozen tot lid van het Nationaal Congres voor het arrondissement Leuven. Hij kwam slechts eenmaal in de debatten tussen en het was om de tekst van artikel 1 van de grondwet te bestrijden die zegde 'Alle macht komt van de natie'. Wat hij juist gezegd heeft weet men niet want de verslaggever hield het bij de volgende korte zin: Mr. Vander Linden vraagt het woord tegen dit artikel en leest een lange toespraak voor waarin hij opkomt tegen de soevereiniteit van het volk en zegt dat alle macht van God komt, omnis potestas à Deo. Deze tussenkomst moet op onverschilligheid zijn onthaald, want niemand reageerde, noch voor noch tegen zijn stelling.
Het is waarschijnlijk dat Vander Linden zich in deze uit de revolutie voortgesproten assemblee niet thuis voelde en op 21 februari 1831 nam hij ontslag. Hij werd opgevolgd door Pierre Claes.
Nadien werd hij deken van Leuven en hoogleraar filosofie. Daarna werd hij vicaris-generaal van het aartsbisdom Mechelen.